# 2007 en Tunisie
Chronologie de la Tunisie
- 2003
- 2004
- 2005
- 2006
- 2007
- 2008
- 2009
- 2010
- 2011

Cet article présente les faits marquants de l'année 2007 en Tunisie.

## Événements

### Janvier
- 3 janvier : Douze personnes, membre d'un « groupe de dangereux criminels », sont abattues par les forces de sécurité à Soliman. Cette annonce intervient alors que des barrages de police ont été installés aux entrées de toutes les villes du pays. Cet incident fait suite à un premier échange de coup de feu survenu dans la nuit du 23 décembre 2006 entre les forces de l'ordre et ce même groupe.

### Février

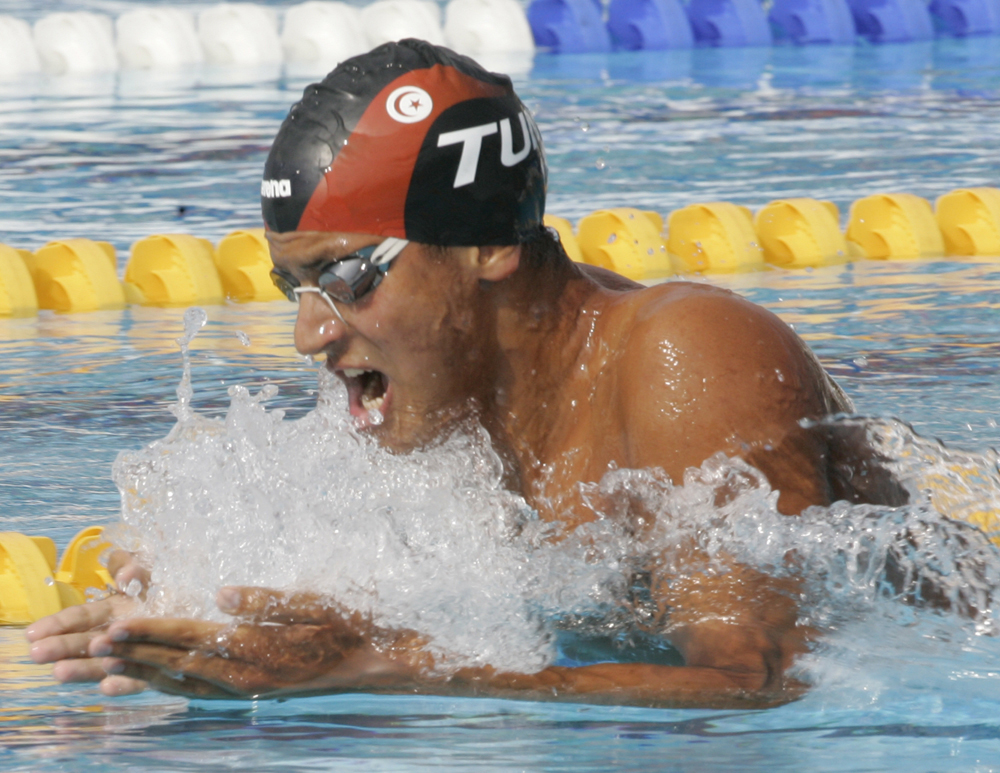
Oussama Mellouli en action.

- 11 février : La 4e session de la haute commission mixte tuniso-qatarie, ouverte le 8 février à Doha, se clôt. Elle s'achève par la signature d'un ensemble d'accords relatifs à la coopération dans les domaines touristique et de la jeunesse.
- 15 février : Chokri Ayachi, PDG de l'Office des céréales, confirme que l'État va se retirer progressivement de l'activité de stockage des céréales et la confier au secteur privé conformément à une expérience entreprise depuis deux ans.
- 17 février : La première Chambre civile du tribunal de première instance de Tunis annule la convocation du congrès national de la Ligue tunisienne des droits de l'homme à la suite de recours introduits par des adhérents proches du Rassemblement constitutionnel démocratique.
- 19 février : Oussama Mellouli établit un nouveau record d'Afrique du 200 mètres 4 nages en 2 min 00 min 21 s au Grand Prix de la Fédération américaine de natation organisé à Columbia. C'est la quatrième fois qu'il améliore ce record qu'il détient depuis le 17 avril 2003.
- 20 février : Deux permis de prospection pétrolière sont attribués à une compagnie chypriote en association avec l'Entreprise tunisienne d'activités pétrolières. D'une validité de cinq ans, ces permis autorisent la prospection dans la région de Kébili et couvrent une superficie totale de 9 974 km2.

### Mars
- 3 mars : À l'issue du vingtième Festival panafricain du cinéma et de la télévision de Ouagadougou, Making of de Nouri Bouzid remporte le prix de la meilleure interprétation masculine (Lofti Abdelli) et le prix du meilleur montage. Kif Lokhrin de Mohamed Ben Attia remporte le poulain d'argent de Yennenga dans la classe « court métrage et documentaire ».

Drapeau du Monténégro.

- 8 mars : Le ministère des Affaires étrangères annonce l'établissement de relations diplomatiques avec le Monténégro devenu indépendant le 3 juin 2006.
- 22 mars : Sadok Chaâbane et Taïeb Hadhri sont nommés respectivement président du Conseil économique et social (en remplacement de Dali Jazi mort le 9 mars) et directeur général de l'Institut tunisien des études stratégiques.
- 25 mars : Oussama Mellouli devient vice-champion du monde du 400 mètres nage libre à l'issue de l'épreuve disputée dans le cadre des championnats du monde de natation.
- 28 mars : Oussama Mellouli devient champion du monde du 800 mètres nage libre et devient le premier Tunisien à obtenir un tel niveau en natation.

### Avril

Drapeau du Guatemala.

- 4 avril : Le ministère des Affaires étrangères annonce l'établissement de relations diplomatiques avec le Guatemala et le Salvador.
- 6 avril : Tunisair obtient la certification ISO 9001, trois ans après l'avoir décrochée une première fois en février 2004. La compagnie aérienne s'était fait certifier pour la première fois (ISO 9002) en octobre 2000.
- 24 avril : Souhayr Belhassen est élue au poste de présidente de la Fédération internationale pour les droits humains (FIDH) lors du congrès de l'organisation tenu du 19 avril au 25 avril à Lisbonne. Ancienne journaliste et membre de la Ligue tunisienne des droits de l'homme bénéficiant du soutien du président sortant de la FIDH, Sidiki Kaba, elle est la première femme à diriger l'organisation depuis sa création en 1922.
- 30 avril : 7 personnes sont mortes et 32 blessées lors d'une bousculade dans un théâtre en plein air de Sfax. Des dizaines de spectateurs, en majorité âgées de 12 à 21 ans, sont bousculés et piétinés peu après 21h00 alors que la foule massée à l'unique entrée de l'amphithéâtre municipal Sidi Mansour tentait d'accéder à l'intérieur pour assister à un concert de la Star Academy.

### Mai
- 3 mai : L'Association des journalistes tunisiens (AJT) publie son sixième rapport annuel sur l'état de la liberté de la presse nationale. Ce rapport critique la plupart des journaux pour « une certaine homogénéité dans les reportages, la diffusion de la rhétorique gouvernementale et la négligence générale envers les affaires nationales ». Pour la troisième année consécutive, le rapport s'en prend aux performances des deux journaux gouvernementaux — La Presse de Tunisie et Assahafa — qui se fondent en premier lieu « sur ce qui est publié par l'agence de presse officielle et omettent des évènements importants sans raison apparente, bien qu'ils apparaissent dans d'autres quotidiens ». Ziad El Heni, membre du conseil d'administration de l'AJT, déclare que « les journalistes constituent le maillon faible, si ce n'est totalement dénué de toute influence, dans les décisions de la rédaction qui reste entièrement aux mains du propriétaire de l'établissement pour ce qui est des médias privés et aux mains du gouvernement pour ce qui concerne les médias publics ». Dans le même temps, cyniquement ou du moins étonnamment, le président Zine el-Abidine Ben Ali appelle les journalistes à « faire preuve de témérité, de courage, de confiance et de crédibilité dans le cadre d'une activité médiatique libre, digne de confiance et consciente de ses objectifs ».
- 5 mai : Taher Sioud est élu président de la Fédération tunisienne de football en remplacement d'Ali Labiadh dont la nomination par le gouvernement en août 2006 avait été rejetée par la FIFA pour violation des règles de non interférence gouvernementale dans les affaires internes de la fédération.
- 8 mai : La Chambre des députés adopte un projet de loi amendant certaines dispositions du Code du statut personnel, notamment en unifiant l'âge minimum légal du mariage à 18 ans pour les deux sexes.
- 18 mai : Deux accords de concession relatifs à la construction et à l'exploitation du futur aéroport international d'Enfida (mis en service en 2009) et à l'exploitation de l'aéroport international de Monastir Habib-Bourguiba (dès janvier 2008) sont signés entre l'État tunisien et le consortium turc TAV Airports Holding.
- 26 mai : La compagnie Qatar Petroleum remporte un appel d'offres international pour la construction et l'exploitation de la première raffinerie privée de pétrole brut en Tunisie. Achevée en 2011, elle sera située sur le terminal pétrolier de Skhira et aura une capacité de 120 000 barils par jour.
- 31 mai : Dans son édition du jour, Le Temps indique que Wikipédia est le 15e site le plus visité par les internautes tunisiens. Yahoo!, MSN et Google constituent sans surprise le trio de tête.

### Juin

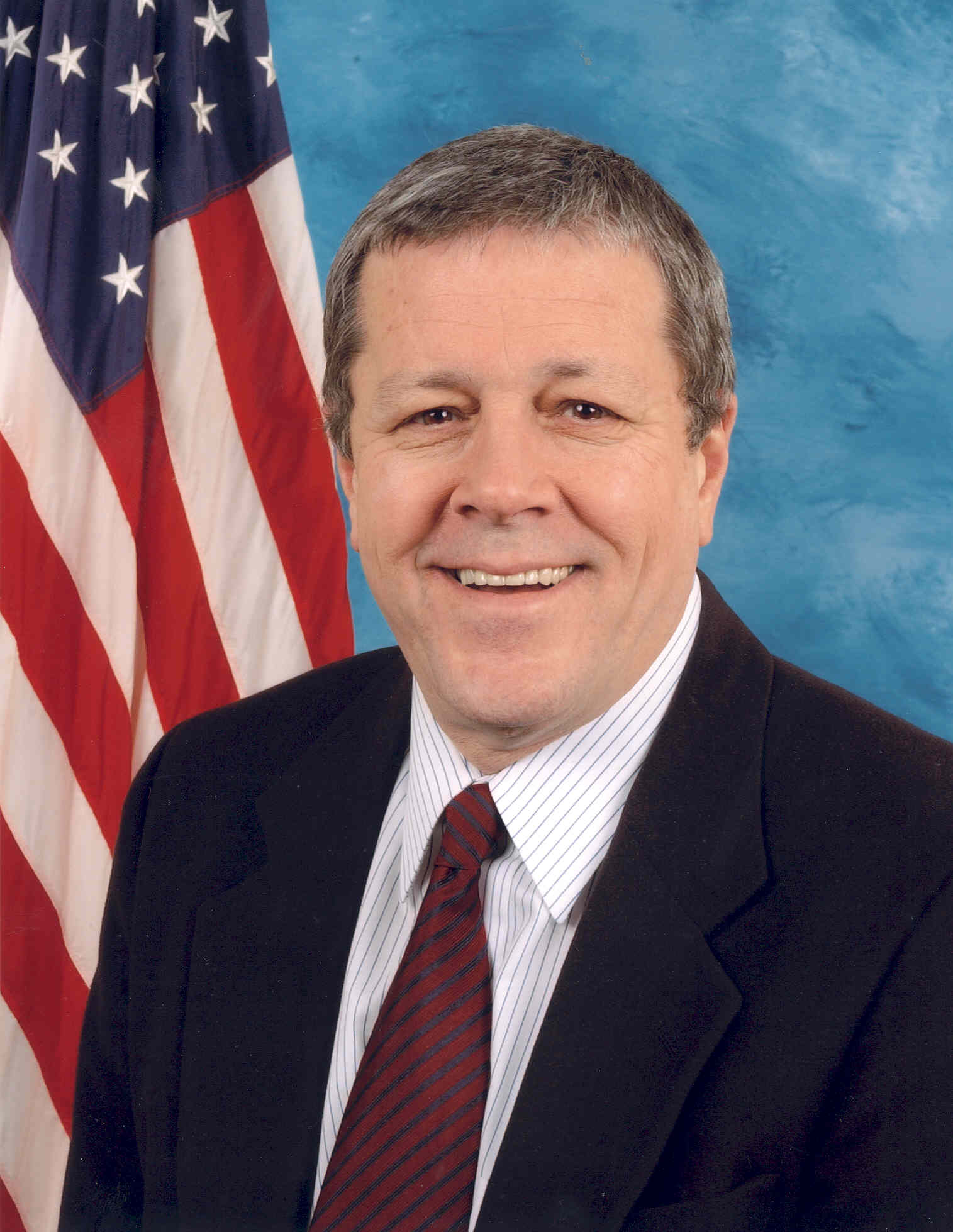
Portrait de John S. Tanner.

- 1er juin : Une mission du Congrès américain en visite en Tunisie salue les progrès socio-économiques du pays. Pour le chef de cette mission, le démocrate John S. Tanner, « la Tunisie est prête à l'exercice de plus de libertés dans le domaine politique et dans celui de la presse ».
- 15 juin : L'économie de la Tunisie est distinguée au Forum économique mondial sur l'Afrique comme la 1re économie la plus compétitive d'Afrique, devançant l'Afrique du Sud, et la 29e sur 128 au niveau mondial.
- 16 juin : La motion générale votée par la 7e session du comité central du Rassemblement constitutionnel démocratique (RCD) souligne « la cohésion des Tunisiens et des Tunisiennes, à l'intérieur comme à l'extérieur du pays, autour du chef de l'État et leur attachement à sa personne en tant que choix unique pour le présent et l'avenir, pour qu'il soit le candidat du RCD à l'élection présidentielle de 2009 ».
- 20 juin : Le ministère des Affaires étrangères annonce l'établissement de relations diplomatiques avec le Panama.
- 20 juin : Le président de BG Group annonce que son groupe va investir dès 2009 plus d'un milliard et demi de dollars pour le développement du champ gazier de Miskar et l'exploitation d'un nouveau champ, Hasdrubal, en partage avec l'Entreprise tunisienne d'activités pétrolières. BG Group deviendra ainsi le premier producteur de gaz naturel et de gaz de pétrole liquéfié en Tunisie.
- 23 juin : Le ministère de l'Éducation et de la Formation annonce dans un communiqué que le taux de réussite à la session principale de l'examen du baccalauréat 2007 est de 48,83 % dans les lycées publics. Dans les lycées privés, le taux de réussite ne s'élève qu'à 13,57 %.
- 25 juin : Un important incendie ravage 19 hectares de pins d'Alep et deux hectares d'oliviers et d'amandiers à Jebel Ammar (gouvernorat de la Manouba). Cet évènement intervient dans le contexte de canicule installé sur le pays depuis plusieurs semaines.
- 29 juin : La Tunisie et l'Italie signent un accord pour la construction d'une centrale électrique de 1 200 mégawatts (dont 800 mégawatts réservés au marché italien) à El Haouaria et la réalisation d'une interconnexion à travers la mer Méditerranée. La centrale devrait être mise en service en deux étapes : la première en 2012 et la seconde en 2015.

### Juillet
- 3 juillet : Le ministère des Affaires étrangères annonce l'établissement de relations diplomatiques avec Saint-Vincent-et-les-Grenadines.
- 7 juillet : Tuninter reçoit son nouvel appareil, un ATR 72, et en profite pour arborer ses nouvelles couleurs et son nouveau nom : Sevenair.
- 23 juillet : À l'issue des Jeux africains organisés à Alger, les athlètes tunisiens remportent 145 médailles (48 en or, 40 en argent et 57 en bronze). Wajdi Bouallègue est l'athlète le plus titré avec trois médailles d'or et une médaille d'argent.
- 24 juillet : L'avocat et opposant Mohamed Abbou, condamné à trois ans et demi de prison, est libéré. Il avait été condamné en 2005 à un an et demi de prison pour « publication d'écrits de nature à troubler l'ordre public », « diffamation des autorités judiciaires » et « diffusion de fausses nouvelles ». Il avait comparé la torture pratiquée dans les lieux de détention tunisiens aux sévices exercés dans la prison d'Abou Ghraib en Irak. Une autre condamnation, à deux ans, concernait des « violences » à la suite de la plainte d'une avocate.
- 25 juillet : À l'occasion du cinquantenaire de la république, le président Zine el-Abidine Ben Ali ordonne la création d'une deuxième chaîne de télévision satellitaire en remplacement de Canal 21. Il demande aux médias « un surcroît d'effort pour assurer la promotion du secteur de l'information de manière qu'il prenne davantage d'initiative et de marge » et souligne la nécessité d'une « diversité des opinions ».

### Août
- 6 août : Le président Zine el-Abidine Ben Ali et le cheikh Mohammed ben Rachid Al Maktoum, vice-président des Émirats arabes unis, posent la première pierre du projet urbanistique qui doit voir le jour au sud du lac de Tunis, un investissement estimé à 14 milliards de dollars financés en grande partie par la société Sama Dubaï.
- 16 août : La communauté juive menée par le grand rabbin Haïm Bitan organise un pèlerinage sur la tombe du rabbin Yacoub Salam, saint vénéré du judaïsme, au cimetière juif de Nabeul. Des représentants du gouvernement ont assisté au rituel où, selon la tradition, les pèlerins ont allumé des cierges, formulé des vœux et fait des offrandes.
- 26 août : Hatem Ghoula, 34 ans, offre à la Tunisie sa première médaille des championnats du monde d'athlétisme en se classant troisième au 20 km marche lors des championnats du monde d'Osaka. Il remporte ainsi une médaille de bronze.

### Septembre
- 3 septembre : Le président Zine el-Abidine Ben Ali effectue un remaniement partiel du gouvernement touchant cinq ministères à caractère économique et social dont celui du tourisme.
- 11 septembre : Le Tribunal arbitral du sport prive Oussama Mellouli de son titre mondial pour dopage. Il annule également tous ses résultats et le suspend pour 18 mois avec effet rétroactif au 30 novembre 2006, date à laquelle remonte le délit.
- 13 septembre : Une nouvelle station de radio, Zitouna FM, commence sa diffusion à l'occasion du premier jour du mois de ramadan. Lancée par Mohamed Sakhr El Materi, gendre du président Zine el-Abidine Ben Ali, elle devrait voir 80 % de ses émissions axées sur l'étude du Coran.
- 15 septembre : Quarante supporters et dix policiers sont blessés et quatre voitures incendiées lors de violences survenues à Bizerte lors d'un match entre le Club athlétique bizertin et le Club africain. Les troubles commencés sur le terrain du stade du 15-Octobre se sont poursuivis à l'extérieur lorsque les supporters de l'équipe locale ont saccagé et incendié des véhicules des visiteurs. En retour, ces derniers se sont attaqués à une clinique. Quelque 36 personnes ont été arrêtées et une enquête ouverte sur la base des images télévisuelles.

### Octobre
- 8 octobre : La presse annonce qu'une juge du Tribunal administratif, Samia El Bekri, a rendu un arrêté mettant fin à la suspension d'une enseignante dans une école secondaire pour son insistance à porter le hidjab en cours. Il précise que la  circulaire 102, publiée en 1986 et qui restreint le port du hidjab, n'est pas conforme à la Constitution de 1959 et a demandé au ministère de l'Éducation de réinstaller l'enseignante dans ses fonctions et de lui assurer un dédommagement tant financier que personnel.
- 13 octobre : Des pluies torrentielles font au moins 17 morts — pour la plupart des automobilistes emportés dans la région de Sabalet Ben Ammar par les eaux des oueds en crue sur la route nationale reliant Tunis à Bizerte — alors que des agents de la protection civile et de la garde nationale poursuivent les recherches. Le gonflement des oueds a entraîné l'interruption de la circulation à Tunis et sur des routes nationales et isolé certaines agglomérations. La cérémonie du 15 octobre commémorant l'évacuation de Bizerte a été annulée.

- 23 octobre : Le groupe Caisse d'épargne rachète 60 % du capital de la Banque tuniso-koweïtienne. Il s'agit de la troisième banque française à prendre le contrôle d'une banque tunisienne après BNP Paribas et la Société générale.

### Novembre
- 7 novembre : Le président Zine el-Abidine Ben Ali annonce notamment l'abaissement de l'âge minimum pour être électeur de 20 à 18 ans, l'augmentation de la part de sièges de députés réservés à l'opposition à 25 %, l'instauration d'un quota similaire dans les conseils municipaux et l'obligation de justifier la prorogation de la détention préventive.
- 9 novembre : L'Étoile sportive du Sahel devient le premier club tunisien à remporter la Ligue des champions de la CAF dans sa nouvelle édition en battant l'équipe égyptienne d'Al Ahly SC par 3 buts à 1.
- 23 novembre : Une dépêche de l'AFP indique que le Comité de l'ONU contre la torture a condamné la Tunisie pour le passage à tabac d'un militant des droits de l'homme et a déclaré recevable la plainte pour torture et mauvais traitements d'une Franco-tunisienne. Il donne deux mois aux autorités pour enquêter sur les faits.

### Décembre
- 30 décembre : On apprend que le Tribunal de première instance de Tunis a condamné deux des trente militants jugés depuis novembre pour leur implication dans la fusillade de Soliman à mort et huit autres à la prison à perpétuité pour « appartenance à une organisation terroriste, assassinats, maniement d'armes, troubles et incitation de la population à s'entretuer ». Sept autres ont été condamnés à 30 ans de prison et les treize restant ont reçu des peines allant de 5 à 20 de prison.

## Culture
- 20 avril : le Comar d'or est attribué à :
  - ouvrage en langue arabe : المشرط de Kamel Riahi ;
  - ouvrage en langue française : La Deuxième épouse de Fawzia Zouari .

## Décès
- 9 mars : Dali Jazi, homme politique, 65 ans
- 23 mars : Fathi Weld Fajra, chanteur de mezoued, 40 ans
- 5 avril : Ali Sriti, oudiste et compositeur, 88 ans
- 9 avril : Hassen Khalsi, acteur et homme de théâtre, 76 ans
- 20 avril : Mokhtar Latiri, ingénieur et haut fonctionnaire, 81 ans
- 8 mai : Néjib Belkhodja, peintre, 74 ans
- 25 juillet : Saïda Sassi, militante et nièce du président Habib Bourguiba, 86 ans
- 10 août : Ahmed Bahaeddine Attia, réalisateur, 62 ans
- 27 août : Hsouna Gassouma, poète
- 17 octobre : Mohamed Ennafaa, homme politique, 90 ans
- 4 novembre : Mustapha Charfi, chanteur, 73 ans